# Suai

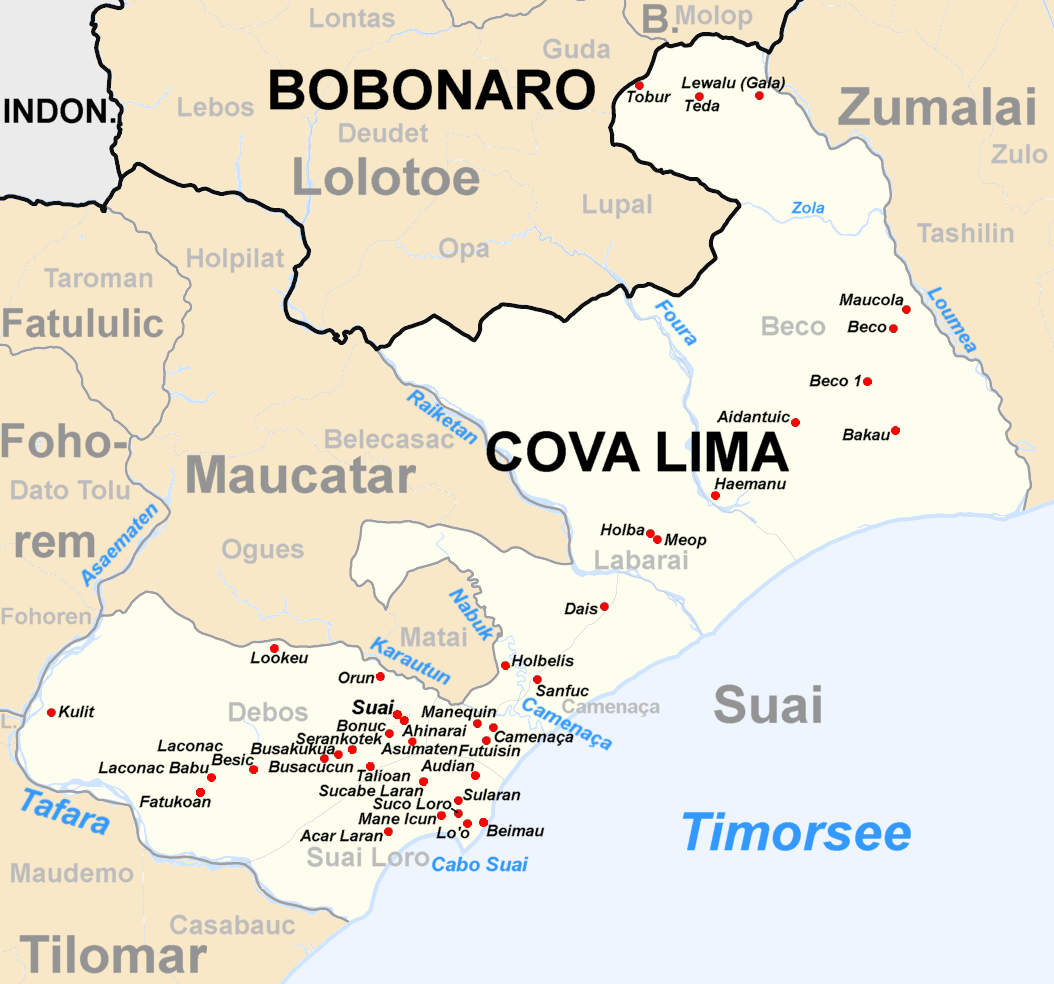
Karta över Suai.

Suai är en stad på Östtimor och administrativ huvudort för distriktet Cova-Lima. Den hade 9 136 invånare vid folkräkningen 2004. 